# Hoby with Rotherby
 (octobre 2023).
Hoby with Rotherby est une paroisse civile du Leicestershire, en Angleterre.